# Чемпіонат Південної Америки з футболу 1926
Чемпіонат Південної Америки з футболу 1926 року — десятий розіграш головного футбольного турніру серед національних збірних Південної Америки. Турнір відбувався в Сантьяго з 12 жовтня по 3 листопада 1926 року. Переможцем вшосте стала збірна Уругваю, вигравши усі матчі на турнірі. 

## Формат
Відбірковий турнір не проводився. Від участі у турнірі вдруге в історії відмовилась збірна Бразилії, натомість повернулись до мігпнь Чилі і Уругвай, а також вперше взяла участь збірна Болівії, збільшивши кількість учасників до п'яти команд. Проте дебют для болівійців видався невдалим і вони пропустили 24 голи у 4 матчах на чемпіонаті, посівши останнє місце. П'ятеро учасників, Аргентина, Болівія, Парагвай, Чилі і Уругвай, мали провести один з одним матч за круговою системою. Переможець групи ставав чемпіоном. Два очки присуджувались за перемогу, один за нічиєю і нуль за поразку. У разі рівності очок у двох лідируючих команд призначався додатковий матч.
Всі матчі були зіграні на стадіоні «Нуньоа» у Сантьяго, Чилі.

## Підсумкова таблиця
| Збірна    | І | В | Н | П | ГЗ | ГП | Р   | О |
| --------- | - | - | - | - | -- | -- | --- | - |
| Уругвай   | 4 | 4 | 0 | 0 | 17 | 2  | +15 | 8 |
| Аргентина | 4 | 2 | 1 | 1 | 14 | 3  | +11 | 5 |
| Чилі      | 4 | 2 | 1 | 1 | 14 | 6  | +8  | 5 |
| Парагвай  | 4 | 1 | 0 | 3 | 8  | 20 | −12 | 2 |
| Болівія   | 4 | 0 | 0 | 4 | 2  | 24 | −22 | 0 |

| 12 жовтня 1926 |

| Чилі                                                            | 7–1 | Болівія    |
| --------------------------------------------------------------- | --- | ---------- |
| Рамірес 10' Субіабре 14' Арельяно 15', 41', 80', 84' Морено 47' |     | Агілар 89' |

| «Нуньоа», Сантьяго Арбітр: Норберто Луїс Гальєрі (Аргентина) |

| 16 жовтня 1926 |

| Аргентина                                         | 5–0 | Болівія |
| ------------------------------------------------- | --- | ------- |
| Черро 9', 19' Соса 31' Дельгадо 43' Де Мігель 74' |     |         |

| «Нуньоа», Сантьяго Арбітр: Анібаль Техада (Уругвай) |

| 17 жовтня 1926 |

| Уругвай                           | 3–1 | Чилі                |
| --------------------------------- | --- | ------------------- |
| Борхас 22' Кастро 32' Скароне 55' |     | Субіабре 65' (пен.) |

| «Нуньоа», Сантьяго Арбітр: Педро Хосе Мальбран (Чилі) |

| 20 жовтня 1926 |

| Аргентина                                                         | 8–0 | Парагвай |
| ----------------------------------------------------------------- | --- | -------- |
| Соса 11', 32', 59', 87' Черро 16' Дельгадо 40', 42' Де Мігель 52' |     |          |

| «Нуньоа», Сантьяго Арбітр: Франсіско Хіменес (Чилі) |

| 23 жовтня 1926 |

| Болівія  | 1–6 | Парагвай                                                  |
| -------- | --- | --------------------------------------------------------- |
| Сото 88' |     | С. Рамірес 16', 24' П. Рамірес 45', 58', 63' І. Лопес 88' |

| «Нуньоа», Сантьяго Арбітр: Анібаль Техада (Уругвай) |

| 24 жовтня 1926 |

| Аргентина | 0–2 | Уругвай               |
| --------- | --- | --------------------- |
|           |     | Борхас 22' Кастро 73' |

| «Нуньоа», Сантьяго Арбітр: Мігель Барба (Парагвай) |

| 28 жовтня 1926 |

| Уругвай                                   | 6–0 | Болівія |
| ----------------------------------------- | --- | ------- |
| Скароне 9', 12', 28', 39', 81' Романо 67' |     |         |

| «Нуньоа», Сантьяго Арбітр: Хуан Педро Барбера (Аргентина) |

| 31 жовтня 1926 |

| Чилі         | 1–1 | Аргентина     |
| ------------ | --- | ------------- |
| Сааведра 25' |     | Тарасконі 87' |

| «Нуньоа», Сантьяго Арбітр: Мігель Барба (Парагвай) |

| 1 листопада 1926 |

| Уругвай                                               | 6–1 | Парагвай         |
| ----------------------------------------------------- | --- | ---------------- |
| Кастро 16', 23', 32', 72' Сальдомбіде 47' (пен.), 82' |     | Соліч 58' (пен.) |

| «Нуньоа», Сантьяго Арбітр: Франсіско Хіменес (Чилі) |

| 3 листопада 1926 |

| Чилі                                    | 5–1 | Парагвай  |
| --------------------------------------- | --- | --------- |
| Арельяно 21', 64', 71' Рамірес 42', 82' |     | Пенья 85' |

| «Нуньоа», Сантьяго Арбітр: Анібаль Техада (Уругвай) |

## Чемпіон

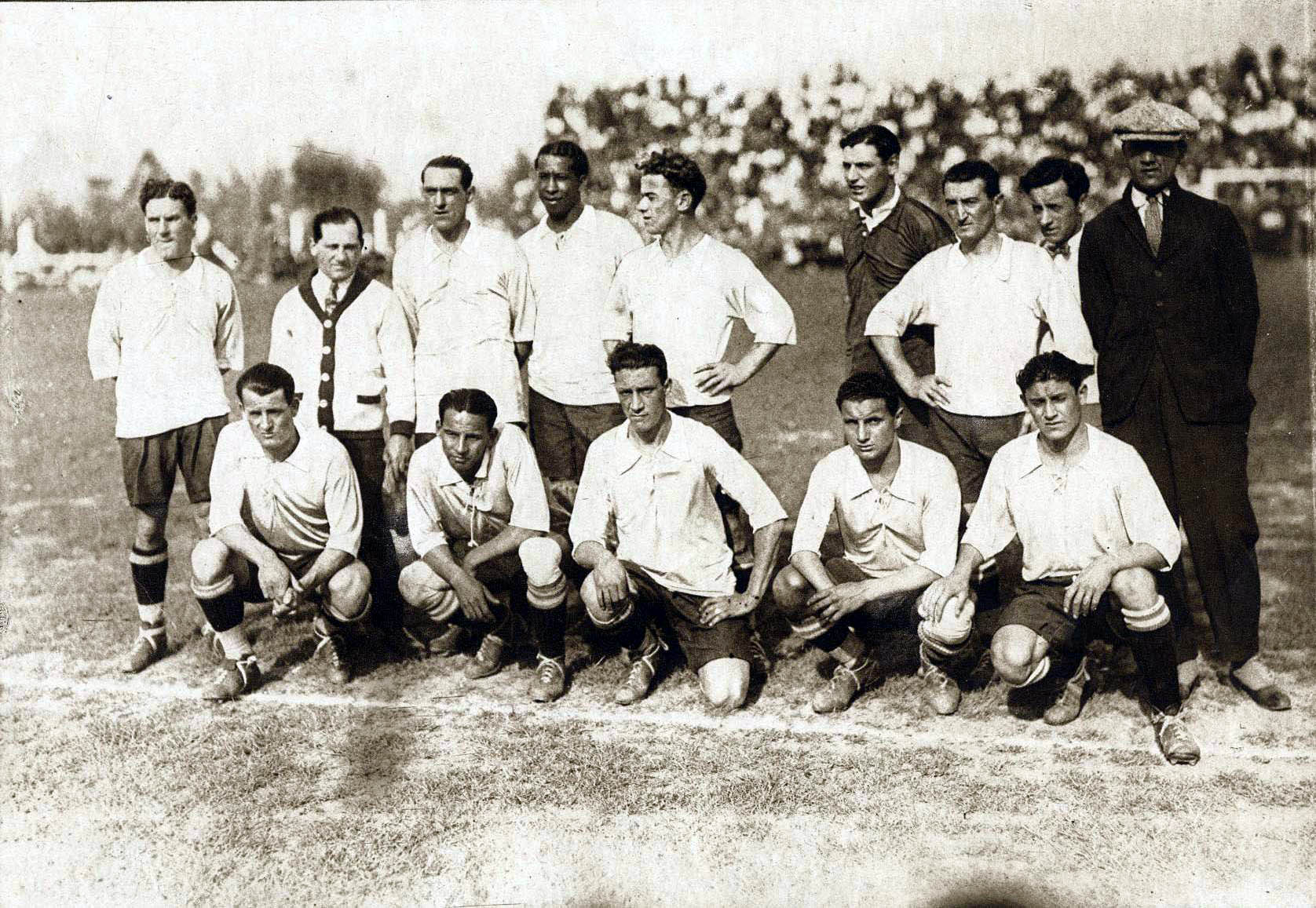
Збірна Уругваю — чемпіон Південної Америки 1926 року.

| Чемпіон Південної Америки 1926 |
| ------------------------------ |
| Уругвай 6-й титул              |

## Найкращі бомбардири

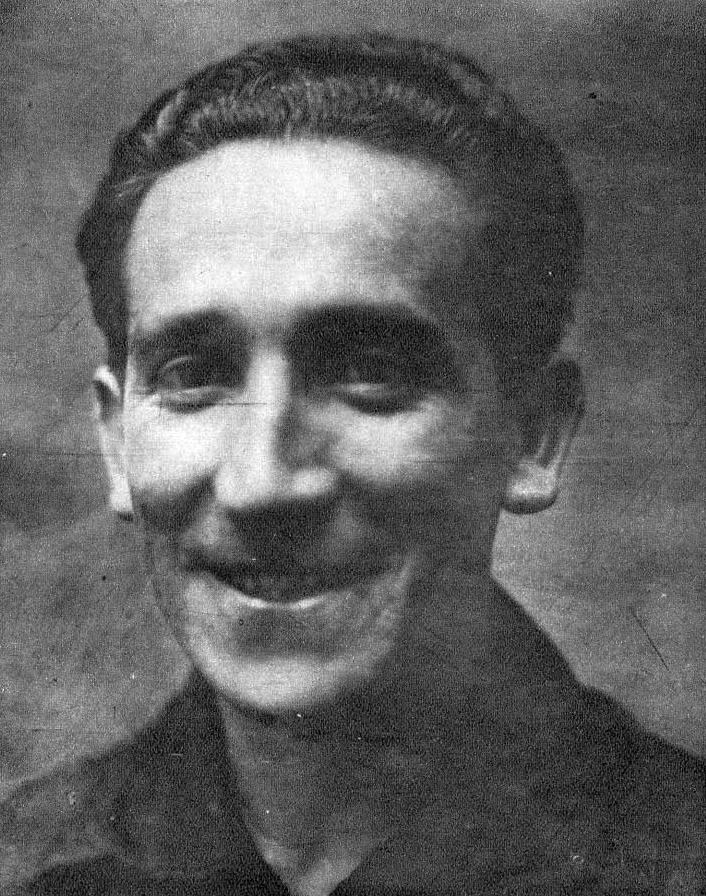
Давід Арельяно — найкращий бомбардир чемпіонату Південної Америки 1926 року

7 голів
- Давід Арельяно

6 голів
- Ектор Кастро
- Ектор Скароне

5 голів
- Габіно Соса

4 голи
- Мануель Рамірес

3 голи
- Роберто Черро
- Бенхамін Дельгадо
- Пабло Рамірес

2 голи
- Антоніо Де Мігель
- Гільєрмо Субіабре
- Сеферіно Рамірес
- Рене Борхас
- Соіло Сальдомбіде